# Nusatidia manipisea
Nusatidia manipisea là một loài nhện trong họ Clubionidae.
Loài này thuộc chi Nusatidia. Nusatidia manipisea được Alberto Barrion & James A. Litsinger miêu tả năm 1995.